# Lien Van Dooren
Lien Van Dooren (Beveren, 23 januari 1988) is een Belgisch politica voor CD&V.

## Biografie
Van Dooren groeide op in Vrasene, waar haar ouders een bakkerij hadden. Op haar achttiende vertrok ze voor zes maanden naar Guatemala om er vrijwilligerswerk te verrichten. Na haar terugkomst naar België behaalde ze verschillende diploma's en werd ze in 2010 bachelor in de orthopedagogie aan de Plantijn Hogeschool, in 2012 bachelor in sociaal-juridische dienstverlening aan de Karel de Grote Hogeschool en in 2018 master in de rechten en in 2020 Master of Laws in de rechtshandhaving aan de Universiteit Antwerpen. Beroepshalve werd ze van 2020 tot 2023 juriste in een notariskantoor in Sint-Gillis-Waas.
Ze werd politiek actief voor CD&V en werd voor deze partij in oktober 2012 verkozen tot gemeenteraadslid van Beveren. Van mei 2023 tot december 2024 was ze schepen van de stad, bevoegd voor Sport, Kinderopvang en Gebouwen. Begin 2025 ging Beveren op in de fusiegemeente Beveren-Kruibeke-Zwijndrecht, waar Van Dooren sindsdien gemeenteraadslid en schepen van Sport en Gebouwen is.
Bij de Vlaamse verkiezingen van juni 2024 stond Van Dooren als tweede opvolger op de CD&V-lijst in de kieskring Oost-Vlaanderen. In december van dat jaar legde ze de eed af als Vlaams Parlementslid ter vervanging van Joke Schauvliege. Van Dooren ging er zetelen in de commissies Cultuur, Jeugd, Sport en Media en Buitenlands Beleid, Europese Aangelegenheden en Internationale Samenwerking. In februari 2025 liep haar mandaat als parlementslid reeds ten einde, doordat Nicole de Moor na afloop van haar mandaat als federaal staatssecretaris opnieuw zitting nam in het Vlaams Parlement.